# Mongoloniscus vannamei
Mongoloniscus vannamei là một loài chân đều trong họ Trachelipodidae. Loài này được Arcangeli miêu tả khoa học năm 1927.